# 🐇
🐇 is een teken uit de Unicode-karakterset dat een 
konijn voorstelt. Deze emoji is in 2010 geïntroduceerd met de Unicode 6.0-standaard.

## Betekenis

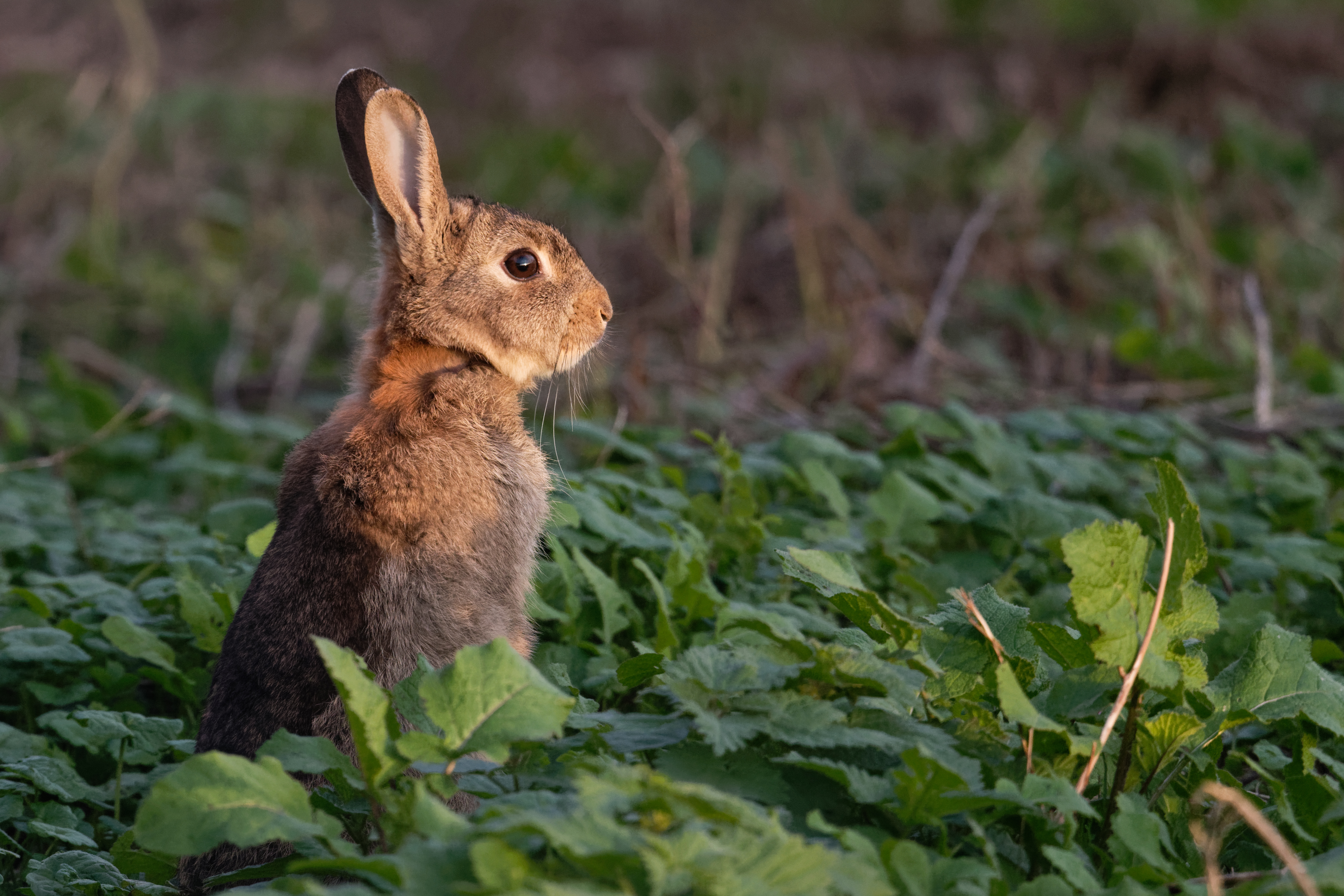
Een konijntje bij een natuurgebied in Trilbardou, Frankrijk

Deze emoji geeft een konijn weer. Het gebruik van deze emoji hangt ook vaak samen met het duiden van pasen en de lente in het algemeen. Er is een gerelateerde emoji, 🐰, het konijnengezicht.

## Codering

De Twemoji-implementatie

### Unicode
In Unicode vindt men 🐇 onder de code U+1F407  (hex).

### HTML
In HTML kan men in hex de volgende code gebruiken: &#x1F407;.

### Shortcode
In software die shortcode ondersteunt zoals Slack en GitHub kan het karakter worden opgeroepen met de code :rabbit2:. (:rabbit: levert het konijnengezicht op)

### Unicode-annotatie
De Unicode-annotatie voor toepassingen in het Nederlands (bijvoorbeeld een Nederlandstalig smartphonetoetsenbord) is konijn. De emoji is ook te vinden met de sleutelwoorden huisdier en konijntje.